# Moshoeshoe 2. af Lesotho
Moshoeshoe II (født 2. maj 1938 - død 15. januar 1996) var konge af Lesotho fra 4. oktober 1966 til 12. november 1990 og fra 25. januar 1995 til sin død. Ved hans død overtog hans søn Letsie III tronen.